# ブーム (企業)
株式会社ブーム（英称：boom）は、テレビ番組の制作プロダクションである。

## 所在地
- 東京都港区新橋4丁目22-4 島田興産第一ビル3F

## 所属スタッフ
- 西本武（代表者、プロデューサー）

## 主な制作番組

### 現在
- 痛快!明石家電視台（毎日放送）
- ごぶごぶ（毎日放送）
- おはスタ・1部「ムッシータウン」（テレビ東京）
- よしもとゴルフ倶楽部（TOKYO MX）

他

### 過去
- こちらササキ研究所（テレビ東京）
- キンコンヒルズ（テレビ東京）
- ランキンの楽園（毎日放送・TBS系）
- チェック!ザ・No.1（毎日放送・TBS系）
- クギづけ 投稿動画ハイスクール（日本テレビ）
- ヤリキレナイ川（TBS）

他